# NGC 6808
NGC 6808 is een spiraalvormig sterrenstelsel in het sterrenbeeld Pauw. Het hemelobject werd op 27 juni 1835 ontdekt door de Britse astronoom John Herschel.

## Synoniemen
- ESO 73-3
- IRAS 19385-7045
- PGC 63578